# 花シリーズ (切手)
花シリーズ（はなシリーズ）は、日本の特殊切手のシリーズの一つ。
1961年に郵政90年記念として毎月1種ずつ季節の花を題材にして12種発行された。
額面10円。

## 発行日と花
発行日（すべて1961年）と花は下記のとおり。
- 1.30 スイセン
- 2.28 ウメ
- 3.20 ツバキ
- 4.28 ヤマザクラ
- 5.25 ボタン
- 6.15 ハナショウブ
- 7.15 ヤマユリ
- 8.1 アサガオ
- 9.1 キキョウ
- 10.2 リンドウ
- 11.1 キク
- 12.1 サザンカ